# Jürgen Sökeland
Jürgen Sökeland (* 25. September 1933 in Hannover; † 27. November 2023 in Dortmund) war ein deutscher Urologe und Medizinpublizist. Er war von 1970 bis 1995 Direktor der Urologischen Klinik der Städtischen Krankenanstalten Dortmund.

## Werdegang
Jürgen Sökeland kam am 25. September 1933 In Hannover zur Welt. Sein Vater, Dr. Bernhard Sökeland, war ebenfalls Urologe und Chefarzt der Urologischen Abteilung im Friederikenstift in Hannover. Nach dem Abitur studierte Sökeland Humanmedizin in Würzburg, Graz und Freiburg/Breisgau. 1958 erfolgten Approbation und Promotion in Würzburg.
Nach der Medizinalassistentenzeit, u. a. in der Klinik seines Vaters, folgte die chirurgische Ausbildung im Städtischen Krankenhaus Hannover. 1962 wechselte Sökeland an die Universitätsklinik Homburg/Saar und wurde Schüler von C.E. Alken. Nach der Facharztanerkennung 1965 wurde Jürgen Sökeland Oberarzt und 1967 leitender Oberarzt der urologischen Universitätsklinik. 1966 habilitierte er sich über das Thema „Druckmessungen im Nierenbecken und Harnleiter“. 1970 wurde er zum Direktor der Urologischen Klinik der Städtischen Krankenanstalten Dortmund gewählt, der ältesten selbständigen Urologischen Klinik Deutschlands. Er leitete die Klinik bis zu seiner Pensionierung am 1. Oktober 1995.
Seit 1971 war Sökeland über 30 Jahre in der Schriftleitung urologischer Fachzeitschriften tätig. Er war Autor und Herausgeber von Standardwerken der Urologie. Bis über das 80. Lebensjahr hinaus war Jürgen Sökeland als medizinisch-wissenschaftlicher Publizist aktiv.

## Ehrungen
Jürgen Sökeland wurde vielfach ausgezeichnet. 2002 erhielt Jürgen Sökeland die Maximilian-Nitze-Medaille als höchste Auszeichnung der Deutschen Gesellschaft für Urologie. Er war Ehrenmitglied der Nordrhein-Westfälischen Gesellschaft für Urologie, des Berufsverbandes Deutscher Urologen, der Bayerischen Urologenvereinigung und der Griechisch-Deutschen Gesellschaft für Urologie.